# Длге Клчово (район Вранов-над-Топлёу)
Длге Клчово (словац. Dlhé Klčovo) — деревня на востоке Словакии района Вранов-над-Топлёу Прешовского края.
Расположена в долине реки Ондава, правом притоке р. Бодрог.
Впервые в письменных источниках упоминается в 1270 году.
Население — 1402 человека, в том числе, 684 мужчины и 718 женщин (31 декабря 2011).

## Население
| Год:                | 1994 | 2004    | 2014    | 2024    |
| ------------------- | ---- | ------- | ------- | ------- |
| Количество человек: | 1354 | 1419    | 1406    | 1347    |
| Разница:            |      | +4,80 % | −0,91 % | −4,19 % |

### Статистические данные (2001)
Национальный состав:
- Словаки — 96,67 %,
- Цыгане — 2,19 %,
- Чехи — 0,21 %.

Конфессиональный состав:
- Католики — 70,42 %
- Греко-католики — 27,46 %,
- Лютеране — 0,35 %